# エヴァ缶
『エヴァ缶』（エヴァかん）は、1997年にUCC上島珈琲より限定発売された、パッケージにエヴァンゲリオンのイラストが描かれた缶コーヒーのこと。また2007年以降に発売されている『ヱヴァ缶』についてもここで述べる。

## エヴァ缶
『新世紀エヴァンゲリオン』の劇中にUCCコーヒーに似た缶コーヒーが登場するが、これは監督である庵野秀明が普段からUCCコーヒーを愛飲していたことによる。
それを受けて、1997年の『新世紀エヴァンゲリオン劇場版 Air/まごころを、君に』公開を前にした1997年7月7日に、コラボレーション商品としてエヴァ缶は発売された。正式名称『UCC COFFEE Milk& Coffee・エヴァンゲリオン缶』。パッケージイラストは、『碇シンジ』、『綾波レイ』、『惣流・アスカ・ラングレー』、『葛城ミサト』、『渚カヲル』、『全員集合』の全6種。内容量250gで、缶の中身は通常のUCCコーヒーと同じ。40万ケース（1200万本）を出荷。
キャッチコピーは、「人類補缶計画始動」「潤うノドが、私を癒す」。キャンペーンとして「オリジナルイラスト入り エヴァンゲリオンボディーピロー」が2000名に、「UCCオリジナル エヴァンゲリオン・クレカ」が15000名にプレゼントされた。
また劇場版においては正規のUCCコーヒーが登場するほか（25話Air冒頭）、貞本義行による漫画『新世紀エヴァンゲリオン』においてもUCCコーヒーが描かれているのが確認できる（11巻より）。

## ヱヴァ缶
正式名称『UCC COFFEE Milk& Coffee・ヱヴァンゲリヲン缶』。2007年9月1日公開の『ヱヴァンゲリヲン新劇場版:序』公開を前にして限定発売された。第1弾は、2007年6月18日にパッケージイラスト『綾波レイ』、『赤木リツコ&碇ゲンドウ』のものが発売。第2弾は、7月16日にパッケージイラスト『惣流・アスカ・ラングレー』、『葛城ミサト&加持リョウジ』のものが発売。第3弾は、8月13日にパッケージイラスト『碇シンジ』、『渚カヲル』のものが発売。以上、全6種。内容量250gで、缶の中身は通常のUCCコーヒーと同じ。30万ケース（900万本）を出荷。
キャッチコピーは、「人類補缶計画再始動」。キャンペーンとして「綾波レイ特製フィギュア」や「ヱヴァ特製図書カード」などがプレゼントされた。『序』の劇中にもUCCコーヒーが登場する。

### ヱヴァ缶メイド版
『CR新世紀エヴァンゲリオン 〜使徒、再び〜』の関連商品。2008年2月に発売。パッケージイラストはメイド服を着た『綾波レイ』と『惣流・アスカ・ラングレー』の全2種。内容量250gで、缶の中身は通常のUCCコーヒーと同じ。
パチンコの景品や、一部通販にて販売された。また後に一般発売もされた。

### ヱヴァ缶新劇場版：序 DVD発売記念缶
DVD版『ヱヴァンゲリヲン新劇場版:序』発売記念商品。数量限定・販売ショップ限定（アニメショップ、一部通販）で2008年4月に発売。パッケージイラストは『綾波レイ』と『ぷちえう゛ぁ』の全2種。内容量250gで、缶の中身は通常のUCCコーヒーと同じ。

### ヱヴァ缶2009年度版
正式名称『UCC COFFEE ミルク&コーヒー ヱヴァンゲリヲン缶250g－2009年度バージョン－』。2009年6月27日公開の『ヱヴァンゲリヲン新劇場版:破』公開を前にして限定発売された。パッケージイラストは、『碇シンジ』『綾波レイ』、『式波・アスカ・ラングレー』、『真希波・マリ・イラストリアス』、『月の巨人&渚カヲル』、『エヴァンチョー&ぷちえゔぁ』の全6種。内容量250gで、缶の中身は通常のUCCコーヒーと同じ。
またキャンペーンとして、「式波・アスカ・ラングレー特製フィギュア」や「ぷちえう゛ぁ特製フィギュア2体セット」などがあたる「UCC COFFEE ミルク&コーヒー ヱヴァンゲリヲンプロジェクト」が、2009年5月18日から7月31日まで展開された。『破』の劇中にもUCCコーヒーが登場している。

### ヱヴァ缶新劇場版：破 Blu-ray&DVD発売記念缶
2010年4月27日よりヱヴァンゲリヲンBlu-ray&DVD発売記念として、新劇場版の作画監督の本田雄描き下ろし原画デザインの250g入り缶コーヒーと特製フィギュアがセットになった数量限定品。ローソン・エヴァストア・アニメイト・コトブキヤと通販などで販売されている。セットは式波・アスカ・ラングレー、綾波レイ、真希波・マリ・イラストリアスの全3種。

### ヱヴァンゲリヲン箱根缶 250g
2011年9月5日より関東および甲信越、中部のCVS・量販店・アニメショップ、神奈川県箱根町のホテル・小売店、及び一部のネット通販サイトなどで期間限定発売。パッケージイラストは「浴衣レイ×芦ノ湖」「浴衣アスカ×箱根湯巡り」「アスカ&加持×湿生花園」「ミサト&シンジ×箱根湯本」「カヲル×第壱中学校」「初号機×箱根神社」の計6種類。

### ヱヴァ缶新劇場版：Ｑ 公開前記念缶
2011年12月13日より、2012年秋公開予定の『ヱヴァンゲリヲン新劇場版:Q』とタイアップした「UCC Evangelion Project 2012」の第1弾として、新劇場版の作画監督の本田雄描き下ろし原画デザインの250g入り缶コーヒーと特製フィギュアがセットになった数量限定品。ローソン・エヴァストア・アニメイト・コトブキヤと通販などで販売された。セットは式波・アスカ・ラングレー、綾波レイ、真希波・マリ・イラストリアスの全3種。

### ヱヴァ缶新劇場版：Ｑ 公開記念 特製6缶パック
- 2012年10月14日より、11月17日に公開される『ヱヴァンゲリヲン新劇場版:Q』とタイアップした「UCC Evangelion Project 2012」として、新劇場版の作画監督の本田雄描き下ろし原画デザインの250g入り缶コーヒー6缶パック数量限定品。正式名称は「UCC ミルクコーヒー ヱヴァンゲリヲン缶特製6缶パック」。エヴァストア原宿、AKIHABARAゲーマーズ本店、アニメイト5店で先行発売され、10月15日からローソン・エヴァストア・アニメショップ・通販などで販売された[11]。
- 缶のパッケージイラストは、『綾波レイ（タンクトップ）』、『式波・アスカ・ラングレー（タンクトップ）』、『真希波・マリ・イラストリアス（タンクトップ）』、『碇シンジ（プラグスーツ）』『渚カヲル（プラグスーツ）』、『碇シンジ（制服）&綾波レイ（制服）&式波・アスカ・ラングレー（制服）』の全6種。内容量250gで、缶の中身は通常のUCCコーヒーと同じ。
- 11月17日からは、通常の6缶パックとはスリーブのデザインが異なる「劇場&アニメイト限定UCCミルクコーヒー ヱヴァンゲリヲン缶MOVIC特製6缶梱包」[12]が販売された。